# Resolució 68/262 de l'Assemblea General de les Nacions Unides
La resolució 68/262 de l'Assemblea General de les Nacions Unides, anomenada també Integritat Territorial d'Ucraïna fou aprovada el 27 de març del 2014 en resposta de la crisi de Crimea. Aprovada per 100 països, la resolució intentà afirmar el compromís de les Nacions Unides per reconèixer Crimea com a part d'Ucraïna, rebutjant el referèndum sobre el seu estatus polític.
La resolució fou presentada pel Canadà, Costa Rica, Alemanya, Lituània, Polònia i Ucraïna. L'adopció de la resolució fou precedida per intents infructuosos del Consell de Seguretat per cercar una solució a la crisi, els quals es trobaren amb el vet rus.
Això no obstant, atès que la resolució no ha estat aprovada pel Consell de Seguretat, és una mera declaració de principis, sense efecte legal o vinculant.

## La votació
A favor: Albània, Alemanya, Andorra, Aràbia Saudita, Austràlia, Àustria, Azerbaidjan, Bahames, Barbados, Bahrain, Bèlgica, Benín, Butan, Bulgària, Cap Verd, Camerun, Canadà, Qatar, Txad, Xile, Xipre, Colòmbia, Corea del Sud, Costa Rica, Croàcia, Dinamarca, Eslovàquia, Eslovènia, Espanya, Estats Units, Estònia, Filipines, Finlàndia, França, Geòrgia, Grècia, Guatemala, Guinea, Haití, Hondures, Hongria, Indonèsia, Irlanda, Islàndia, Illes Marshall, Illes Salomó, Itàlia, Japó, Jordània, Kiribati, Kuwait, Letònia, Libèria, Líbia, Liechtenstein, Lituània, Luxemburg, Macedònia, Madagascar, Malàisia, Malawi, Maldives, Malta, Maurici, Mèxic, Micronèsia, Moldàvia, Mònaco, Montenegro, Níger, Nigèria, Noruega, Nova Zelanda, Països Baixos, Palau, Panamà, Papua Nova Guinea, Perú, Polònia, Portugal, Regne Unit, República Centreafricana, República Txeca, República Democràtica del Congo, República Dominicana, Romania, Samoa, San Marino, Seychelles, Sierra Leona, Singapur, Somàlia, Sud-àfrica, Suècia, Suïssa, Tailàndia, Togo, Trinitat i Tobago, Turquia, Tunísia, Ucraïna.
En contra: Armènia, Belarús, Bolívia, Corea del Nord, Cuba, Nicaragua, Rússia, Síria, Sudan, Veneçuela, Zimbàbue.
Abstencions: Afganistan, Algèria, Angola, Antigua i Barbuda, Argentina, Bangladesh, Birmània, Botsuana, Brasil, Brunei, Burkina Faso, Burundi, Cambodja, Xina, Comoros, Dominica, Equador, Egipte, El Salvador, Eritrea, Etiòpia, Fidji, Gabon, Gàmbia, Guyana, Índia, Iraq, Jamaica, Kazakhstan, Kenya, Lesotho, Mali, Mauritània, Mongòlia, Moçambic, Namíbia, Nauru, Nepal, Pakistan, Paraguai, Ruanda, Saint Christopher i Nevis, Saint Vincent i les Grenadines, Saint Lucia, São Tomé i Príncipe, Senegal, Sri Lanka, Sudan del Sud, Swazilàndia, Surinam, Tanzània, Uganda, Uruguai, Uzbekistan, Vietnam, Djibouti, Zàmbia.
Absents: Belize, Bòsnia i Hercegovina, Congo, Costa d'Ivori, Emirats Àrabs Units, Guinea Equatorial, Ghana, Granada, Guinea Bissau, Iran, Israel, Kirguizstan, Laos, Líban, Marroc, Oman, Sèrbia, Tadjikistan, Timor Oriental, Tonga, Turkmenistan, Tuvalu, Vanuatu, Iemen.